# تقديم الفاعل على المفعول به وجوبا
الأصل في الفاعل أن يتقدم عن المفعول به، ويجوز تأخيره إذا أُمِنَ اللبس كقولك: قرأ محمدٌ الكتابَ، ولكن قد تعرض أمور تُوجب تقديم الفاعل على المفعول به، وهذا ما سنعرفه في هذه المقالة.

## القاعدة
يُقَدَّمُ الفاعلُ على المفعولِ بهِ وجوبًا في ثلاثةِ مواضِعَ:
1. إذا خَفِيَ إعرابُهُمَا لِعَدَمِ وجودِ قرينةٍ تُعَيِّنُ أحدَهُمَا منَ الآخر.
2. إذا كانَ الفاعلُ ضميرًا متَّصلاً سواءٌ أكانَ المفعولُ ظاهرًا أَمْ ضميرًا.
3. إذا كانَ المفعولُ محصورًا بـ(إنَّما) أو بـ(إلَّا).[1]

## الأمثلة

### المجموعة الأولى
- حدَّثتْ سَلْمَى لَيْلَى.
- أكرم أخي خادمي.

نجد الفاعل في المثال الأول هو كلمة (سلمى) والمفعول به هو كلمة (ليلى)، والفاعل والمفعول اسمان مقصوران لا يظهر عليهما الإعراب، فالضمَّةُ لا تظهرُ على الألف وكذا الفتحة، فلا يُدْرَى الفاعلُ من المفعول إلَّا بالترتيب. والفاعل في المثال الثاني هو كلمة (أخ) والمفعول به هو كلمة (خادم)، والاسمان متصلان بياء المتكلم التي يمتنع معها ظهور الضمَّةِ على الفاعل والفتحة على المفعول؛ لأن ياء المتكلم لا يناسبُها من الحركات إلَّا الكسرة، فلذلك وجب تقديم الفاعل على المفعول في هذين الموضعين خَشْيَةَ اللَّبْسِ بسبب خفاء الإعراب، وحيث لا قرينةَ معنويةً ولا لفظيةً تميزُ أحَدَهما عن الآخر. وهذا ينطبق على حالات الإعراب المقدر.

### المجموعة الثانية
- عرفْتُ الحقَّ واتَّبعْتُهُ.
- إذا صنَعْتَ المعروفَ فاسْتُرْهُ.

نجد الفاعل في المثال الأول ضميرًا متصلًا وهو (التاء المتحركة) في (عرفت)، والمفعول به اسمًا ظاهرًا وهو كلمة (الحقَّ)، أو نجد كُلًّا منهما ضميرًا كما في نحو: (اتبعته) (فالتاء المتحركة) هنا هي الفاعل (وهاء الغيبة) هي المفعول، ونجد الفاعل في المثال الثاني هو (التاء المتحركة) في (صنعت) والمفعول به كلمة (المعروفَ)، فتقديم التاء في هذين المثالين واجب؛ لأنه إذا أُخِّر الفاعل لَزِمَ فصل الضمير مع إمكان اتصاله وهو ممنوع.

### المجموعة الثالثة
- إنَّما يعرفُ الإنسانُ نفسَهُ.
- ما يقاومُ الكذوبُ إلا الحقَّ.

نجد المفعول في المثال الأول وهو كلمة (نَفْسَ) محصورًا بـ(إنَّما)، والمفعول في المثال الثاني وهو كلمة (الحقَّ) محصورًا بـ(إلَّا)، وفي هذين المثالين وجب أن يتأخَّر المفعول عن الفاعل، ولا يصحُّ تقدمه؛ لأنه حصر بـ(إنَّما) أو بـ(إلَّا)، فلا يجوز أن نقول: إنَّما يعرف نفسَه الإنسانُ؛ لأننا نعكس فنجعل المحصور بـ(إنَّما) هو الفاعل وهذا غير مقصود، وكذلك لا يجوز أن نقول: ما يقاوم الحقَّ إلَّا الكذوبُ؛ لهذا السبب نفسه.

## طالِع أيضًا
- تَقْدِيمُ المفعولِ بهِ علَى الفاعلِ وجوبًا